# Museo del Sexo Hilda Furacão
El Museu do Sexo Hilda Furacão (en español: Museo del Sexo Hilda Furacão) es un museo erótico en Belo Horizonte, inaugurado en 2016. Es el primer museo sobre el sexo en Brasil.
El museo, ubicado en la calle Guaicurus del centro de Belo Horizonte, la zona de prostitución más grande de Brasil, fue inaugurado el 13 de junio de 2016 en un acto público en el Instituto Nacional del Patrimonio Histórico y Artístico (Iphan). El objetivo de este espacio museístico es el de rescatar la memoria de esta zona bohemia y establecer un diálogo sobre la sexualidad humana y la prostitución. Fue bautizado con el nombre de Hilda Furacão, apodo de Hilda Maia Valentim, una famosa prostituta de la década de 1940. La exposición cuenta con vídeos e instalaciones artísticas realizadas por diez artistas e investigadores en los 27 hoteles de la calle Guaicurus, donde trabajan alrededor de 3.000 trabajadoras sexuales.